# Colicine

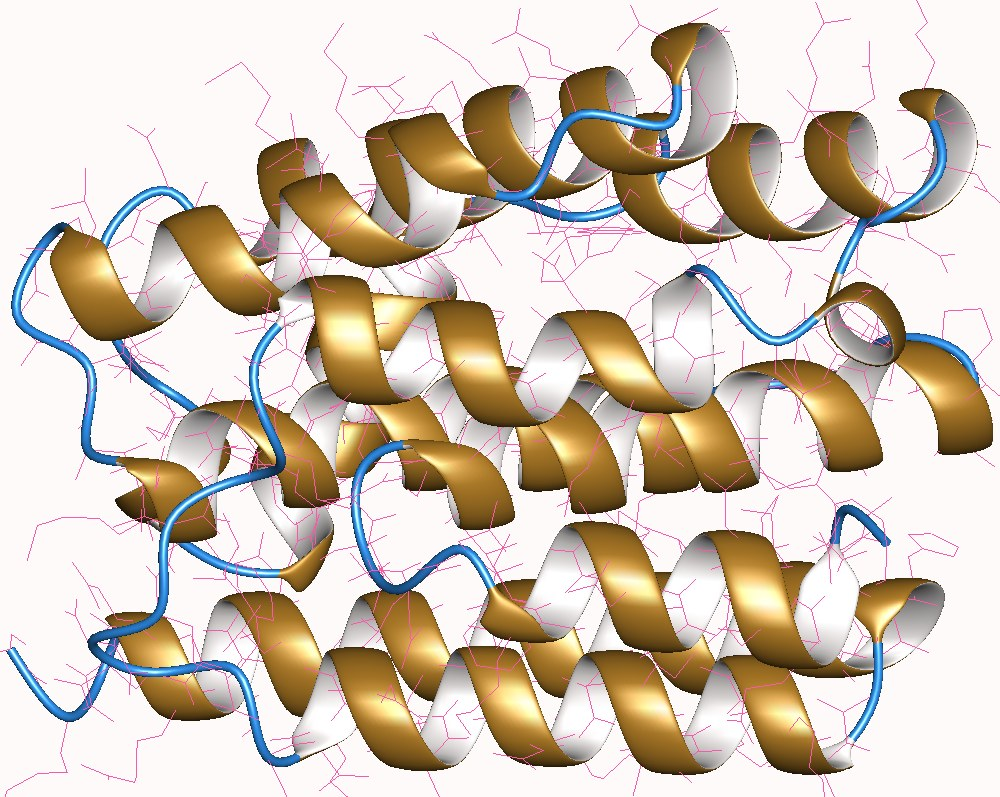
Colicine A, E.Coli.

Colicine is een door bacteriën geproduceerd gif, dat giftig is voor andere bacteriën. Ze zijn de langst bestudeerde bacteriocines. Ze worden geproduceerd door de Escherichia coli bacterie, die deel uitmaakt van de darmflora, maar ze omvatten niet alle bacteriocines die door E. coli geproduceerd zijn. In feite is een van de oudst bekende zogenaamde colicines, dat colicine V werd genoemd, nu bekend als microcine V. Het is veel kleiner en produceerde en scheidde stoffen af op een andere manier dan de klassieke colicines.
Zowat alle colicines worden op plasmides gedragen. Er zijn twee algemene groepen van colicinogenische plasmides: grote laag-kopienummer plasmides en kleine hoog-kopienummer plasmides. De grotere plasmides dragen andere genen zo ook het colicine operon. De colicine operons zijn algemeen onderverdeeld in enkele belangrijke genen. Deze omvatten een immuniteit gen, een colicine structureel gen, en een BRP (bacteriocin release protein) of lysis gen. Het colicine zelf kan ook op andere manieren gereguleerd worden.
Er zijn verschillende manieren hoe colicine kan werken: 
- door het membraan van de bacterie binnen te dringen en ionkanalen aan te maken om de bacterie te doden;
- door het DNA van het slachtoffer te vernietigen met behulp van een nuclease.